# Direcció General del Cadastre
La Direcció General del Cadastre és un òrgan de gestió del Ministeri d'Hisenda depenent de la Secretaria d'Estat d'Hisenda encarregada de la planificació, adreça, coordinació, control i execució del Cadastre a Espanya, un registre administratiu que conté la descripció dels béns immobles rústics, urbans i de característiques especials, la inscripció de les quals en el mateix és obligatòria i gratuïta, característiques que el diferencien del registre de la propietat.
El Director General del Cadastre és, des del 30 de desembre de 2016, Fernando de Aragón Amunárriz.

## Funcions
Les seves funcions es regulen en l'Article 5 del Reial decret 769/2017, de 28 de juliol, i les seves funcions són:
- La valoració cadastral, incloent la coordinació de valors, l'aprovació de les ponències de valors, els procediments de valoració col·lectiva, la renovació del cadastre rústic i la gestió de l'observatori cadastral del mercat immobiliari.
- L'elaboració i gestió de la cartografia cadastral.
- La inspecció i la regularització cadastral.
- La tramitació dels procediments de declaració, comunicació, sol·licitud i esmena de discrepàncies, així com la normalització i simplificació de documents, tràmits i procediments.
- La resolució dels recursos i procediments de revisió competència de la Direcció general, així com la revocació dels actes dictats per les gerències del cadastre.
- La col·laboració i l'intercanvi d'informació amb altres administracions, institucions i fedataris públics, així com la coordinació amb el Registre de la Propietat.
- La subscripció dels convenis de col·laboració per a l'exercici de funcions cadastrals.
- Els serveis d'informació i assistència als ciutadans, siguin d'atenció presencial, o d'accés telefònic o telemàtic, així com les relacions amb el Consell per a la Defensa del Contribuent.
- Els procediments de difusió i accés a la informació cadastral, sense perjudici de les funcions que corresponen a la Secretaria General Tècnica amb relació a la informació economicofinancera que correspon proveir al Departament.
- La tramitació dels procediments sancionadors en matèria cadastral.
- El disseny, implementació, explotació i manteniment dels sistemes i mitjans electrònics, informàtics i telemàtics precisos per al desenvolupament de les funcions cadastrals.
- La gestió de la Seu Electrònica, de l'accés als serveis cadastrals d'administració digital, així com de l'arxiu dels documents electrònics.
- L'elaboració i l'anàlisi de la informació estadística continguda en les bases de dades cadastrals i la relativa a la tributació dels béns immobles.
- El registre dels documents i la custòdia i manteniment dels arxius cadastrals.
- La gestió de les taxes per la prestació de serveis cadastrals.
- La gestió dels serveis generals de règim interior, dels recursos materials, així com del pressupost de l'òrgan directiu i, en particular, la tramitació de les propostes d'adquisició de béns i serveis de la seva competència.
- El desenvolupament de les activitats de millora contínua de la qualitat del servei.
- La gestió dels recursos humans i de la formació específica del personal de l'òrgan directiu.
- La iniciativa per a l'elaboració, la proposta d'aprovació de disposicions relacionades amb els procediments i sistemes de valoració fiscal dels béns immobles als quals es refereix el text refós de la Llei del Cadastre Immobiliari.
- La publicació de la informació rellevant per garantir el coneixement de l'activitat del Cadastre i la resolució de les sol·licituds d'accés a aquesta informació en matèria de transparència.
- Les relacions institucionals amb altres òrgans o organismes de l'Administració General de l'Estat, així com amb les comunitats autònomes, corporacions locals, organismes internacionals, tercers països i qualsevol altra institució pública o privada.
- Les relacions amb les gerències del cadastre, la coordinació de les seves actuacions i la fixació i seguiment dels seus objectius.

## Estructura
De la Direcció general depenen els següents òrgans directius:
- Subdirecció General de Valoració i Inspecció.
- Subdirecció General de Procediments i Atenció al Ciutadà.
- Subdirecció General d'Estudis i Sistemes d'Informació.
- Secretaria General.

### Organismes adscrits
- Consell Superior de la Propietat Immobiliària.
- Comissió Superior de Coordinació Immobiliària.
- Comissió Tècnica de Cooperació Cadastral.

## Directors generals
- Fernando de Aragón Amunárriz (des del 2016)
- Belén Navarro Heras (2012-2016)
- Rosana Navarro Heras (2012)
- Ángel Manuel Álvarez Capón (2008-2012)
- Jesús Salvador Miranda Hita (1997-2008)
- Ignacio Ruiz-Jarabo Colomer (1996-1997)